# Pädagogische Hochschule Jōetsu
Die Pädagogische Hochschule Jōetsu (japanisch 上越教育大学, Jōetsu kyōiku daigaku) ist eine staatliche Universität in Japan. Sie wurde 1978 gegründet und befindet sich in Jōetsu, Präfektur Niigata. Die Abkürzung der Universität ist Hochschule (jap. Jōkyōdai, 上教大).

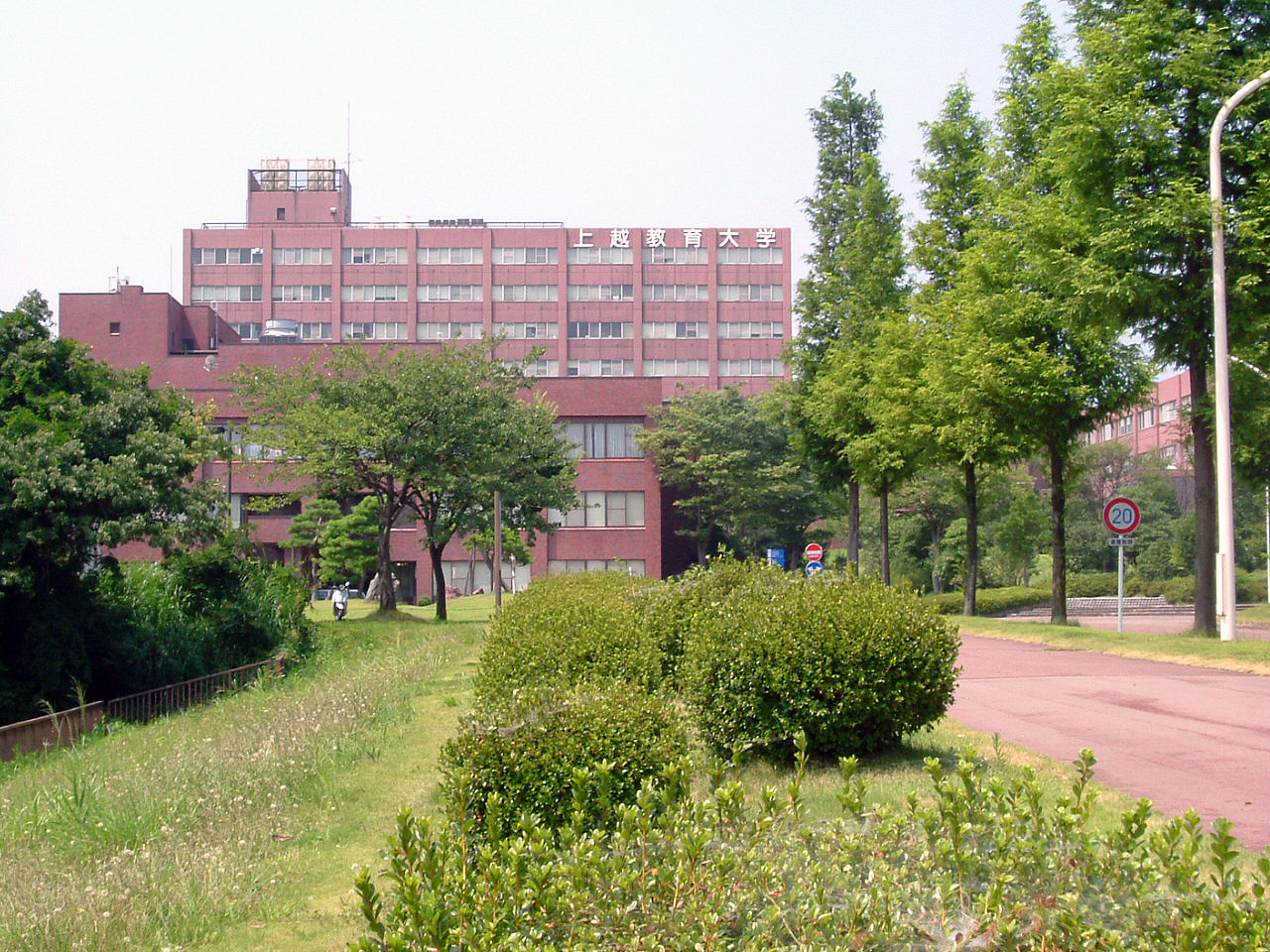
Pädagogische Hochschule Jōetsu

## Fakultäten
- Die Pädagogische Fakultät (jap. 学部, gakubu, Bachelor) bildet Lehrer für die Elementarstufe und die frühkindliche Erziehung aus.

- Die Höhere Fakultät dient als Graduiertenschule für fortgeschrittene Lehrerstudenten und das Masterprogramm (jap. 研究科, Kenkyū-ka).

- Die 1996 eröffnete Fakultät für Erziehungswissenschaften für Doktorkurse (Ph. D.)  (jap. 学校教育学部, Gakkōkyōikugakubu) wird gemeinsam mit den Pädagogischen Hochschulen Hyōgo und Naruto sowie der Universität Okayama geführt.[2]

## Angeschlossene Schulen
Die der Universität angeschlossenen Schulen (Kindergarten,  Elementarschule, untere Sekundarschule) dienen in erster Linie den praktischen Bildungsstudien und der praktischen Lehrerausbildung.